# Le Chrétien mourant
Pour les articles homonymes, voir Chrétien (homonymie).
Le Chrétien mourant est un poème d'Alphonse de Lamartine, paru avec 24 autres textes dans son premier recueil de poèmes, intitulé Méditations poétiques et publié en mars 1820.

## Historique
Ce poème est extrait du recueil Méditations poétiques, écrit par Alphonse de Lamartine, poète romantique du XIXe siècle et distribué en 1820. Publié à la 21e place dans ce recueil, il succède au poème La semaine Sainte à la Roche-Guyon, et précède le poème Dieu.
Il ne faut pas confondre ce poème avec Le poète mourant, du même auteur mais publié dans les Nouvelles méditations (1823).

## Texte et analyse
Le poème, au contenu très sombre et très religieux, commence par une interjection présentée sous une forme interrogative : « Qu'entends-je ? » et qui sera reformulée sous la forme « Mais qu'entends-je ? », au début du dernier couplet.

## Adaptation musicale

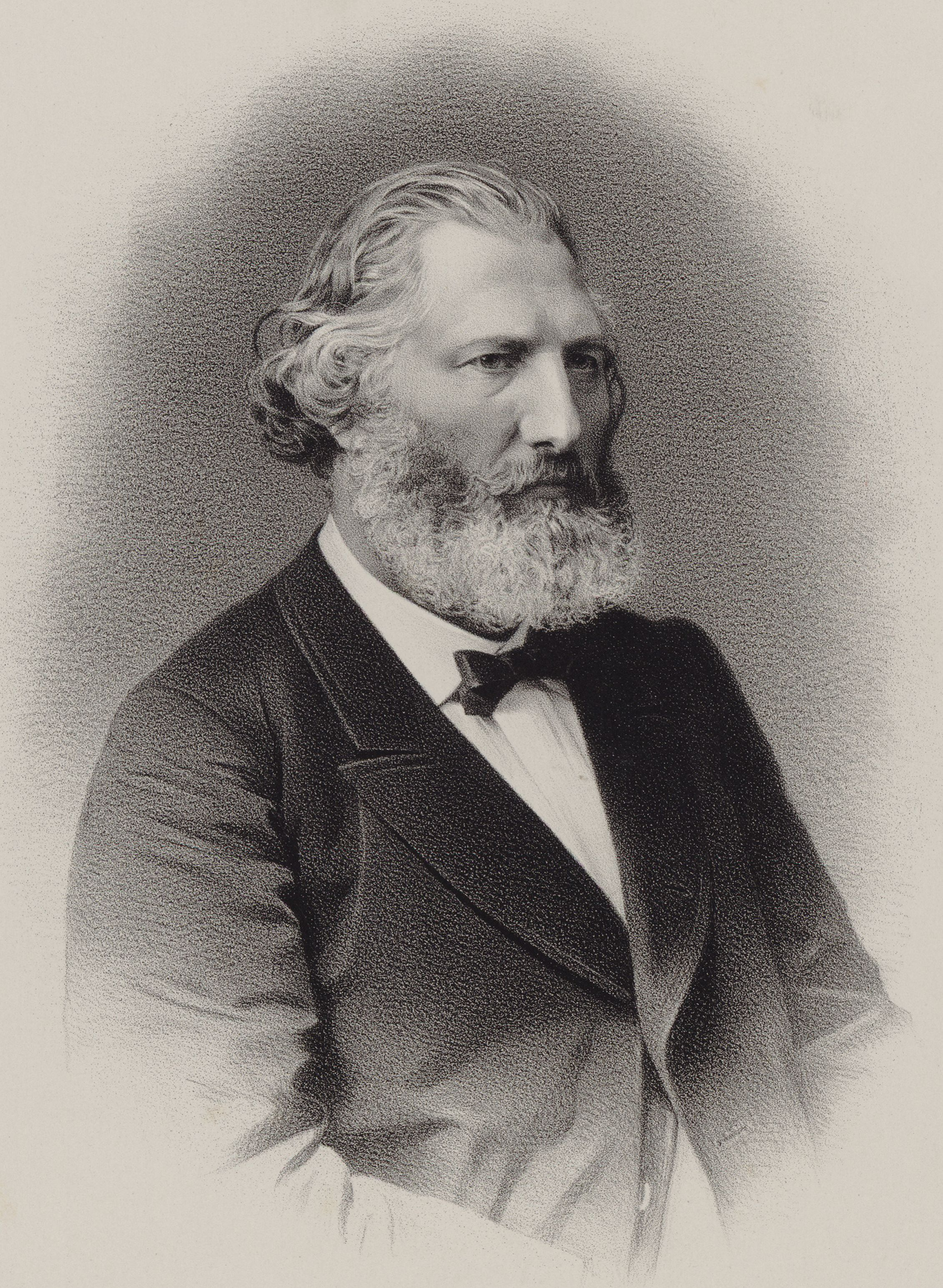
Auguste Morel

En 1843, ce poème est mis en musique (Le Chrétien mourant ! Scène pour basse, sur la 27e méditation de M. de Lamartine) par le compositeur et critique musical français Auguste Morel (1809 - 1881).